# William Somerset Maugham
William Somerset Maugham (París, 25 de gener de 1874 - Niça, 16 de desembre de 1965) va ser un novel·lista, dramaturg i contista britànic. Va ser un dels escriptors més populars de la dècada del 1930 i el més ben pagat.

## Infantesa i educació
El pare de Maugham era un advocat que s'ocupava dels afers legals de l'ambaixada britànica a París. Atès que la llei francesa preveia que tots els infants nascuts a territori francès estaven obligats a fer el servei militar, Robert Ormond Maugham va arranjar les coses perquè William nasquera a l'ambaixada, salvant-lo així de l'obligació d'involucrar-se en futures guerres franceses i fent tècnicament vàlid el seu naixement en "territori britànic". El seu avi, un altre Robert, també havia sigut un prestigiós advocat i cofundador de la English Law Society, i es donava per fet que William hauria de seguir els mateixos passos. Però les coses no van rutllar així, tot i que el seu germà major Frederic Herbert Maugham sí que va desenvolupar una distingida carrera jurídica, esdevenint Lord Chancellor entre 1938 i 1939.
La mare de Maugham, Edith Mary (de cognom de soltera Snell) era tuberculosa, una condició per a la qual els metges de l'època prescrivien tenir fills. Així que Maugham tenia tres germans grans, ja escolaritzats en centres d'internat quan ell tenia tres anys, per la qual cosa va ser criat gairebé com a fill únic. Malauradament, l'embaràs no va ser efectiu contra la malaltia, i Edith Mary Maugham va morir als 41 anys, sis anys després de parir el seu darrer fill. La mort de sa mare va deixar Maugham traumatitzat per a tota la vida, i sempre va tenir la foto d'ella al costal del llit fins a la seua pròpia mort als 91 anys el 1965.
Dos anys després va morir son pare de càncer. Willie va ser tramès a Anglaterra per a posar-lo sota cura del seu oncle, Henry MacDonald Maugham, vicari de Whitstable, a Kent. El trasllat va ser catastròfic. Henry Maugham va demostrar ser fred i emocionalment cruel. A The King's School, Canterbury, gairebé una versió del purgatori, on Willie va estar intern durant els seus anys d'estudiant, va ser ridiculitzat pel seu dolent anglès (la seua primera llengua va ser el francès) i per la seua baixa estatura, que havia heretat de son pare.
En aquest període Maugham va desenvolupar la tartamudesa que l'acompanyaria tota la vida, tot i que era esporàdica i depenia de l'estat d'ànim i les circumstàncies.
A la vicaria estava sotmès a control, i les emocions estaven prohibides. Va ser forçat a amagar el seu temperament, i se li va prohibir qualsevol manifestació emocional, a banda que tampoc tenia l'oportunitat de veure a altri expressar emocions. Com a infant pacífic, reservat però molt curiós, aquesta negació de les emocions dels altres va ser per a ell tan dura com la negació dels propis sentiments.
El resultat va ser que Maugham era desgraciat, tant a la vicaria com a l'escola, on era maltractat pels seus companys degut a la seua tartamudesa i poca alçada. Això va resultar en què va desenvolupar l'habilitat de fer observacions sarcàstiques que ferien els qui l'amoïnaven. Aquesta capacitat es reflecteix de vegades en els personatges de les seues narracions.
Als setze anys, Maugham va refusar continuar a The King's School i el seu oncle li va permetre viatjar a Alemanya, on durant un any va estudiar literatura, filosofia i alemany a la Universitat de Heidelberg. A Alemanya va conèixer John Ellingham Brooks, un home anglès deu anys major que ell, amb qui va tenir la seua primera experiència sexual.
Al seu retorn a Anglaterra el seu oncle va aconseguir per a Maugham un lloc de treball a una oficina de comptabilitat, però al mes Maugham ho va deixar i va tornar a Whitstable. El seu oncle estava disgustat, i es va posar a buscar un nou treball per a Maugham.
El treball a l'església va ser rebutjat, perquè un predicador tartamut semblava ridícul. També va ser rebutjat el funcionariat, no per desgrat del mateix Maugham, sinó perquè arran de les noves lleis que obligaven a passar un examen per a accedir a la funció pública, l'oncle va considerar que aquesta professió havia esdevingut indecorosa per a un cavaller.
El metge local va suggerir la Medicina, i l'oncle va acceptar-hi amb certes objeccions. Maugham havia començat a escriure als 15 anys i desitjava ferventment dedicar-se a la literatura, però en no ser major d'edat no es va atrevir a confessar els seus desitjos al seu tutor. Consegüentment va invertir els següents cinc anys de la seua vida com a estudiant de Medicina a Londres.

## Carrera

### Primeres obres
Molts lectors i alguns crítics han assumit que els anys d'estudiant de Medicina van constituir un atzucac creatiu. Però el mateix Maugham era de l'opinió contrària. Va poder viure a l'efervescent ciutat de Londres, conèixer persones de les classes populars que mai no hauria trobat en altres professions, i veure-les en situacions d'extrema ansietat i significat per a llurs vides. En la maduresa, va remarcar el valor literari de tot el que va veure com a estudiant de medicina: "Vaig veure homes morir. Els vaig veure patir dolor. Vaig aprendre què era l'esperança, el temor i l'ajut..."
En aquell temps estaven de moda els llibres, sovint escrits per homes i dones que vivien confortablement, que descrivien el valor moral d'una vida de patiments -però Maugham va veure clarament, una vegada i una altra, com és de corrosiu el patiment per als valors humans, com la malaltia torna hostil i amarga la gent, i mai no ho va oblidar. Ací, finalment estava la vida en tota la seua cruesa, i també l'oportunitat d'examinar tota la gamma de les emocions humanes.
Maugham tenia cura del seu habitatge, va moblar-lo amb plaer, el va farcir de llibretes amb idees literàries, i hi escrivia totes les nits alhora que continuava els seus estudis de medicina. L'any 1897, va presentar el seu segon llibre a una editorial (el primer havia estat una biografia de Giacomo Meyerbeer escrita als setze anys a Heidelberg).
Liza of Lambeth, una narració sobre un adulteri en la classe obrera i les seues conseqüències, beu en les experiències de l'estudiant practicant d'obstetrícia al tuguri londinenc de Lambeth. La novel·la s'enquadra en el realisme social dels "escriptors dels baixos fons" com ara George Gissing i Arthur Morrison. Amb tota franquesa, Maugham encara es va sentir obligat a escriure al prefaci de la novel·la: "...és impossible eliminar els errors del parlar de Liza i dels altres personatges; per tant el lector haurà de recompondre en els seus pensaments les necessàries imperfeccions dels diàlegs."
Liza of Lambeth va recollir èxit de crítica i públic, i la primera impressió es va vendre en qüestió de setmanes. Això va ser prou per convèncer Maugham, que ja s'havia llicenciat, d'abandonar la medicina i embarcar-se en una carrera literària que hauria de durar seixanta-cinc anys. Sobre el seu debut en la professió d'escriptor diria posteriorment, "Em vaig sentir com un peix en l'aigua."
La vida d'escriptor va permetre Maugham viatjar i viure a diferents llocs com ara Espanya i Capri durant la següent dècada, però les seues següents deu obres no van poder rivalitzar amb l'èxit de Liza. Això va canviar radicalment l'any 1907 amb l'extraordinari èxit de la seua obra de teatre Lady Frederick; i durant l'any següent va tenir quatre obres de teatre representant-se simultàniament a Londres, i la revista Punch va publicar un dibuix de Shakespeare rosegant-se les ungles amb nerviosisme mentre guaitava les cartelleres.

### Èxit popular, 1914-1939
Al voltant del 1914 Maugham era un home famós, amb 10 obres de teatre representades i 10 novel·les publicades. Massa major per a allistar-se en declarar-se la Primera Guerra Mundial, Maugham va servir a França com a membre de la Creu Roja Britànica, en l'anomenat "Literary Ambulance Drivers" (conductors d'Ambulància literaris), un grup de 23 coneguts escriptors que incloïa, entre d'altres Ernest Hemingway, John Dos Passos, i E. E. Cummings. En aquest temps va conèixer Frederick Gerald Haxton, un jove de San Francisco que va esdevenir el seu company fins que va morir l'any 1944 (Haxton apareix sota el nom de Tony Paxton en l'obra de teatre de Maugham, de 1917, Our Betters). Fins i tot durant la guerra Maugham va continuar escrivint; de fet, va corregir les proves d'Of Human Bondage en una localitat prop de Dunkerque durant un descans dels seus deures de conductor d'ambulància.
Of Human Bondage (1915) va ser qualificada pel crítics de l'època com "una de les més importants novel·les del segle xx." El llibre sembla bastant autobiogràfic (la tartamudesa de Maugham es transforma en una deformació congènita dels peus de Philip Carey, el vicari de Whitestable esdevé el vicari de Blackstable, i Philip Carey és un metge) no obstant el mateix Maugham va insistir que es tractava d'invenció més que de realitat. En tot cas, l'estreta relació entre ficció i realitat va ser una de les característiques de l'obra de Maugham, malgrat l'obligada declaració legal sobre el fet que "els personatges [d'aquesta o aquella obra] són completament imaginaris". L'any 1938 va escriure: "Realitat i ficció estan tan mesclades en la meua obra que ara, donant una ullada enrere, difícilment puc distingir l'una de l'altra."
Maugham era bisexual. De la seua relació amb Syrie Wellcome, filla del fundador d'orfenats Thomas John Barnardo i esposa de l'empresari farmacèutic anglès, nascut estatunidenc, Henry Wellcome, va tenir una filla anomenada Mary Elizabeth Maugham, "Liza", (nascuda Mary Elizabeth Wellcome, 1915-1998). Henry Wellcome va posar una demanda de divorci contra la seua esposa, designant Maugham com a co-responsable. El maig de 1917, després del decree nisi, Syrie i Maugham es van casar. Syrie va esdevenir una notable decoradora d'interiors que va popularitzar les habitacions en blanc en la dècada del 1920. L'any 1922 Maugham li va dedicar la seua col·lecció de contes On a Chinese Screen. Es van divorciar entre 1927 i 1928 després d'un matrimoni tempestuós agreujat pels freqüents viatges de Maugham i la seua ininterrompuda relació amb Haxton.
Maugham va tornar a Anglaterra deixant els seus deures en la unitat d'ambulàncies per a promocionar Of Human Bondage però tan bon punt va acabar, va tornar per tal d'assistir als esforços de la guerra. Incapaç d'incorporar-se de nou a la unitat d'ambulàncies, Syrie se les va apanyar per a presentar-li un oficial d'intel·ligència d'elevada graduació, conegut només com a "R"; i el setembre de 1915 va començar a treballar a Suïssa, recollint informació per als serveis secrets, recolzant-se en la seua categoria d'escriptor.
L'any 1916 va viatjar al Pacífic per a documentar-se sobre la seua següent novel·la, The Moon and Sixpence, basada en la vida de Paul Gauguin. Va ser el primer dels viatges a través dels estertors del món imperial dels anys 1920 i 1930, que van situar a Maugham de manera definitiva en l'imaginari popular com el cronista dels darrers dies del colonialisme a Índia, el Sud-est asiàtic, Xina i el Pacífic, tot i que les obres en què es fonamenta aquesta reputació no són més que una fracció de la seua obra global. En aquest viatge i en els posteriors va estar acompanyat per Haxton, a qui considerava indispensable per al seu èxit com a escriptor. Maugham era profundament tímid, i l'extravertit Haxton l'ajudava constantment a aconseguir el material humà que Maugham convertia en ficció.
Al juny de 1917 va ser reclamat per Sir William Wiseman, cap del Servei Secret Britànic (després anomenat MI6), per a executar una missió especial a Rússia per a aconseguir implicar el Govern Provisional Rus en la guerra, fent front a la propaganda pacifista d'Alemanya. Dos mesos i mig després, els bolxevics van prendre el control. El treball va esdevenir impossible, però Maugham va reivindicar posteriorment que si haguera arribat sis mesos abans hi hauria reeixit.
Tranquil i observador, Maugham gaudia d'un temperament excel·lent per al treball d'intel·ligència, que ell mateix creia que havia heretat de l'home de lleis que va ser son pare: una destresa especial per a emetre freds judicis i la capacitat de no ser enganyat per les aparences.
No deixant perdre cap experiència de la vida real per a la literatura, Maugham va aprofitar les experiències com a espia en una col·lecció de contes sobre un espia cavallerós, distant i sofisticat, anomenat Ashenden (1928), un volum que Ian Fleming va citar com una de les influències sobre el seu personatge James Bond.
L'any 1928, Maugham va adquirir Villa Mauresque, una finca de dotze acres a Cap Ferrat, en la Riviera francesa, que seria sa casa per a la resta de la seua vida, i un dels millors salons socials i literaris dels anys 1920 i 1930. La seua producció va continuar sent prodigiosa, escrivint per al teatre, novel·les, assaigs i llibres de viatges. Al voltant de 1940, quan el col·lapse de França va forçar-lo a abandonar la Riviera i esdevenir un "refugiat", ja era un dels escriptors en llengua anglesa més famosos del món, i un dels més rics.

### Gran veterà de les lletres
Maugham, en els seus seixanta anys, va passar gairebé tota la Segona Guerra Mundial als Estats Units d'Amèrica, primer a Hollywood (on va treballar en diversos guions, i on va ser un dels primers escriptors a aconseguir uns guanys significatius amb les adaptacions cinematogràfiques de les seues obres) i després al Sud. Durant la seua estada va ser requerit pel govern dels Estats Units per a donar conferències patriòtiques en suport a l'ajuda nord-americana a la Gran Bretanya, fora o no com a aliat combatent. Gerald Haxton va morir l'any 1944, i Maugham va tornar a Anglaterra, i després, l'any 1946, a la seua vil·la francesa on va residir llevat dels seus freqüents i llargs viatges, fins a la seua mort.
El buit deixat per la mort de Haxton, l'any 1944, va ser omplert per Alan Searle. Maugham l'havia conegut l'any 1928. Searle era un jove dels suburbis londinencs de Bermondsey, i ja havia mantingut relacions amb homosexuals majors. Va ser una companyia fidel, si no estimulant. Respecte a això, un dels amics de Maugham, referint-se a la diferència entre Searle i Haxton, va dir simplement: "Gerald era champagne."
Tot i això, la vida sentimental de Maugham mai no va ser senzilla. Una vegada va confessar: "Principalment he estimat persones que no es preocupaven, o ho feien poc, de mi i quan algú m'ha estimat m'he sentit amoïnat... Per a no ferir els seus sentiments, sovint he simulat una passió que no sentia."
Els darrers anys de Maugham van estar tristament enfosquits per diversos escàndols que probablement van desencadenar-se a causa de la decadència intel·lectual de l'escriptor, amenaçat per la demència. El jove Maugham hauria estat massa astut i discret per a cometre tals errors. El pitjor d'aquests escàndols, i el que li va costar l'allunyament de més amics, va ser l'amarg atac a la difunta Syrie en un volum de memòries aparegut l'any 1962: Looking Back. En els darrers anys, Maugham va adoptar Searle com a fill, amb el propòsit d'assegurar-li l'herència de la vil·la, una decisió que no va agradar a la seua filla Liza i al seu espòs, Lord Glendevon, i que va exposar Maugham als comentaris públics.

## Èxits
Èxit comercial amb elevats volums de vendes, produccions teatrals d'èxit i una llarga sèrie d'adaptacions cinematogràfiques, tot això unit a astutes inversions en valors, van permetre a Maugham viure una vida molt confortable. Petit i feble quan era un xicot, Maugham sempre havia estat orgullós de la seua resistència; la que li va permetre com adult mantenir una abundantíssima producció literària.
Tot i això, malgrat els seus triomfs, mai no va aconseguir un elevat respecte per part dels crítics i els companys escriptors. Ell mateix ho atribuïa a la seua mancança de "lirisme", el seu reduït vocabulari i un inexpert ús de la metàfora.
En efecte, sembla que Maugham no anava errat perquè certament escrivia en un estil directe. No hi ha res en un llibre de Maugham que haja de ser explicat al públic lector pels crítics. El pensament de Maugham era clar, el seu estil lúcid, expressant acerbes i, de vegades, cíniques opinions en una prosa bonica i civilitzada. Va escriure en un període en què la literatura modernista experimental, com ara la de William Faulkner, Thomas Mann, James Joyce i Virginia Woolf anava guanyant popularitat i el respecte de la crítica. En aquest context, la seua prosa va ser qualificada com "un teixit de clixés del que només meravella la capacitat de l'autor d'ensamblar-ne tants i tants, i la seua infal·lible incapacitat de contar qualsevol cosa de manera original".
Les seua inclinació homosexual també impregna la seua obra. Atès que en la vida real tendia a considerar les dones atractives com a rivals sexuals, sovint presenta les necessitats i gustos sexuals dels seus personatges femenins d'una manera ben diferent als autors de la seua època. "Liza of Lambeth," "Cakes and Ale" i "The Razor's Edge" presenten dones disposades a no renunciar als seus intensos desitjos sexuals, sense preocupar-se de les conseqüències.
També, el fet que els gustos sexuals de Maugham foren desaprovats, o fins i tot criminalitzats, en els països que va visitar, va fer que l'escriptor fora particularment tolerant amb els vicis aliens. Els lectors i els crítics sovint lamentaven que Maugham no condemnara clarament ni prou els malvats de les seues obres. Maugham va replicar el 1938: "Pot ser un defecte meu que no m'amoïnen greument els pecats d'altres a excepció que m'afecten personalment."
La percepció del mateix Maugham sobre les seues capacitats era modesta; cap al final de la seua carrera va dir d'ell mateix que podia ser considerat com "entre els millors entre els escriptors de segona fila".
Maugham havia començat a col·leccionar pintures teatrals abans de la Primera Guerra Mundial i va continuar-hi fins al punt que la seua col·lecció esdevingué la segona més important, després de la del Garrick Club. L'any 1948 va anunciar la donació de la seua col·lecció al "Trustees of the National Theatre", i des de l'any 1951, uns 14 anys abans de la seua mort, va començar a exhibir-se; més endavant va ser traslladada, l'any 1994, al Museu del Teatre a Covent Garden [2] [3].

## Principals obres
Hom considera que Of Human Bondage, obra mestra de Maugham, ve a ser una novel·la autobiogràfica, el principal personatge de la qual, Philip Carey, és orfe i criat per un piadós oncle, com en el cas de Maugham. La deformació dels peus de Philip, li provoca una gran autoconsciència i vergonya, que evoquen els problemes de Maugham amb la seua tartamudesa. Les últimes novel·les d'èxit també estaven basades en personatges reals: The Moon and Sixpence narra la vida de Paul Gauguin; Cakes and Ale conté discretament velades les caracteritzacions dels escriptors Thomas Hardy i Hugh Walpole.
La novel·la més important de Maugham, The Razor's Edge, publicada l'any 1944, va ser una cas atípic en la seua producció. Tot i que la major part de la novel·la es desenrotlla a Europa, els seus principals personatges són americans, i no britànics. El protagonista és un decebut veterà de la Primera Guerra Mundial que abandona els seus rics amics i el seu estil de vida, viatjant a l'Índia a la recerca de la il·luminació. Els temes del misticisme oriental i el fàstic provocat per la guerra van colpir els lectors en uns moments en què s'estava acabant la Segona Guerra Mundial, i de seguida es va fer una adaptació cinematogràfica.
Entre les seues narracions curtes, algunes de les més memorables són les que tenen a veure amb les vides dels colons, molts d'ells britànics, del llunyà oest americà, que generalment tracten sobre el preu emocional que deuen pagar els colons pel seu aïllament. Algunes de les més remarcables dins d'aquest gènere són Rain, Footprints in the Jungle, i The Outstation. Rain, particularment, que narra la desintegració moral d'un missioner intentant convertir a Sadie Thompson, una prostituta d'una illa del Pacífic, va adquirir una gran fama i s'ha adaptat al cine en diverses ocasions. Maugham va dir que moltes de les seues narracions curtes estaven basades en històries reals que va sentir durant els seus viatges als confins de l'imperi britànic. Va deixar rere d'ell una llarga col·lecció d'amfitrions enutjats, i un escriptor anti-Maugham contemporani va escriure una memòria dels seus viatges titulada "Gin and Bitters". La prosa continguda de Maugham li permet explorar les tensions i les passions sense caure en el melodrama. La seua novel·la The Magician (1908) està basada en l'ocultista britànic Aleister Crowley.
Maugham va ser un dels més destacats escriptors de viatges dels anys d'entre guerres, i pot ser comparat amb contemporanis de la talla d'Evelyn Waugh i Freya Stark. Entre les seues millors obres en aquest capítol cal destacar The Gentleman in the Parlour, sobre un viatge a través de Burma, Siam, Cambodja i Vietnam, i On a Chinese Screen, una sèrie de breus vinyetes que poden ser, fins i tot, esborranys de contes mai no escrits.
Influït pels diaris publicats de l'escriptor francès Jules Renard, de qui Maugham havia gaudit sovint les seues opinions, saviesa i enginy, Maugham va publicar l'any 1949 unes seleccions dels seus propis diaris sota el títol de "A Writer's Notebook". Tot i que els textos seleccionats són, per naturalesa, episòdics de qualitat variable, cobreixen un rang de més de 50 anys de la vida de l'escriptor i, per tant, hi ha molt de material interessant que els erudits i admiradors de Maugham hi poden trobar.

## Influència
L'any 1947 Maugham va instituir el Premi Somerset Maugham, per a reconèixer el millor escriptor britànic menor de trenta-cinc anys, per una obra de ficció publicada l'any anterior. Entre els escriptors que han guanyat del premi s'hi troben Vidiadhar S. Naipaul, Kingsley Amis, Martin Amis i Thom Gunn. A la seua mort, va donar els seus manuscrits a la Royal Literary Fund.
Un dels pocs escriptors posteriors que han reconegut la seua influència ha estat Anthony Burgess, qui va incloure un complex i ficcionat retrat de Maugham en la novel·la Earthly Powers. George Orwell també va manifestar que en el seu estil hi havia influències de Maugham. El nord-americà Paul Theroux, en el seu recull de contes The Consul's File, actualitza el món colonial de Maugham en un ambient d'expatriats en la moderna Malaisia.
La pel·lícula de 1995 Se7en té un personatge interpretat per Morgan Freeman, anomenat Lt. Somerset. El film té referències explícites a Of Human Bondage.

## Obres
Narrativa, llibres de viatges i crítica
- Liza of Lambeth (1897)
- The Making of a Saint (1898)
- Orientations (1899)
- The Hero (1901)
- Mrs Craddock (1902)
- The Merry-go-round (1904)
- The Land of the Blessed Virgin: Sketches and Impressions in Andalusia (1905)
- The Bishop's Apron (1906)
- The Explorer (1908)
- The Magician (1908)
- Of Human Bondage (1915) (edició en català: De la servitud humana. Barcelona: Proa, 1986)
- The Moon and Sixpence (1919) (edició en català: Supèrbia. Barcelona: Plaza & Janés, 1964; La Lluna i sis penics. Barcelona: Kapel, 1986)
- The Trembling of a Leaf (1921) (edició en català: Els mars del sud. Barcelona: Edhasa, 1990)
- On A Chinese Screen (1922)
- The Painted Veil (1925)
- The Casuarina Tree (1926)
- The Letter (Stories of Crime) (1930)
- Ashenden: Or the British Agent (1928)
- The Gentleman In The Parlour: A Record of a Journey From Rangoon to Haiphong (1930)
- Cakes and Ale: or, the Skeleton in the Cupboard (1930)
- The Book Bag (1932)
- The Narrow Corner (1932)
- Ah King (1933)
- The Judgement Seat (1934)
- Don Fernando (1935)
- Cosmopolitans - Very Short Stories (1936)
- My South Sea Island (1936)
- Theatre (1937)
- The Summing Up (1938)
- Christmas Holiday (1939)
- Princess September and The Nightingale (1939)
- France At War (1940)
- Books and You (1940)
- The Mixture As Before (1940)
- Up at the Villa (1941) (edició en català: Una casa a Florència. Barcelona: Viena Ed., 2010[14])
- Strictly Personal (1941)
- The Hour Before Dawn (1942)
- The Unconquered (1944)
- The Razor's Edge (1944)
- Then and Now (1946)
- Of Human Bondage - An Address (1946)
- Creatures of Circumstance (1947)
- Catalina (1948)
- Quartet (1948)
- Great Novelists and Their Novels (1948)
- A Writer's Notebook (1949)
- Trio (1950)
- The Writer's Point of View' (1951)
- Encore (1952)
- The Vagrant Mood (1952)
- The Noble Spaniard (1953)
- Ten Novels and Their Authors (1954)
- Points of View (1958)
- Purely For My Pleasure (1962)

Teatre
- A Man of Honour (1903)
- Lady Frederick (1912)
- Jack Straw (1912)
- Mrs Dot (1912)
- Penelope (1912)
- The Explorer (1912)
- The Tenth Man (1913)
- Landed Gentry (1913)
- Smith (1913)
- The Land of Promise (1913)
- The Unknown (1920)
- The Circle (1921)
- Caesar's Wife (1922)
- East of Suez (1922)
- Our Betters (1923)
- Home and Beauty (1923)
- The Unattainable (1923)
- Loaves and Fishes (1924)
- The Constant Wife (1927)
- The Letter (1927)
- The Sacred Flame (1928)
- The Bread-Winner (1930)
- For Services Rendered (1932)
- Sheppey (1933)

## Traduccions en català
Una vil·la a Florència. Traducció Julià de Jodar. Petits Plaers de Viena Edicions, 2021.

## Adaptacions cinematogràfiques
- Sadie Thompson (1928), pel·lícula muda amb Gloria Swanson iLionel Barrymore. Basada en el conte 'Miss Thompson que posteriorment va ser rebatejat amb el nom de "Rain".
- The Letter (1929) amb Jeanne Eagels, O.P. Heggie, Reginald Owen i Herbert Marshall. Basada en l'obra de teatre del mateix títol.
- Rain (1932), la primera versió sonora de la narració, amb Joan Crawford i Walter Huston.
- Of Human Bondage (1934) amb Leslie Howard i Bette Davis. Basada en la novel·la del mateix títol.
- The Painted Veil (1934) amb Greta Garbo i Herbert Marshall. Basada en la novel·la del mateix títol.
- The Vessel of Wrath (1938) amb Charles Laughton; estrenada als EUA com The Beachcomber. Basada en la novel·la del mateix títol.
- The Letter (1940) amb Bette Davis, Herbert Marshall, James Stephenson, Frieda Inescort i Gale Sondergaard. Basada en l'obra de teatre del mateix títol.
- The Moon and Sixpence (1942) amb George Sanders. Basada en la narració curta del mateix títol.
- The Razor's Edge (1946) amb Tyrone Power i Gene Tierney. Basada en la novel·la del mateix títol.
- Of Human Bondage (1946) versió amb Paul Henreid, Eleanor Parker, Alexis Smith i Edmund Gwenn.
- Quartet (1948) Maugham apareix com ell mateix en la introducció. Basada en alguns dels seus contes.
- Trio (1950) Maugham apareix com ell mateix en la introducció. Basada en alguns dels seus contes.
- Encore (1952) Maugham apareix com ell mateix en la introducció. Basada en alguns dels seus contes.
- Miss Sadie Thompson (1953), una versió semi-musical amb Rita Hayworth i José Ferrer.
- The Beachcomber (1958). Basada en la novel·la The Vessel of Wrath; no s'ha de confondre amb la pel·lícula de 1938.
- Julia, du bist zauberhaft (1962) amb Lilli Palmer i Charles Boyer. Basada en la novel·la Theatre.
- Of Human Bondage (1964) versió amb Laurence Harvey, Kim Novak, Siobhan MacKenna i Robert Morley.
- The Letter (1969) amb Eileen Atkins. Basada en la novel·la del mateix títol. (Feta per a la televisió)
- The Letter (1982) amb Lee Remick, Jack Thompson (actor), i Ronald Pickup. Basada en l'obra de teatre del mateix títol. (Feta per a la televisió)
- The Razor's Edge (1984) amb Bill Murray. Basada en la novel·la del mateix títol.
- Up at the Villa (2000) amb Kristin Scott Thomas i Sean Penn, dirigida per Philip Haas. Basada en la novel·la del mateix títol.
- Coneixent la Julia (2004) amb Annette Bening. Basada en la novel·la Theatre.
- The Painted Veil (2006) amb Naomi Watts i Edward Norton. Basada en la novel·la del mateix títol.